# Miska János
Miska János, John Miska (Nyírbéltek, 1932. január 20. – Budapest, 2022. augusztus 3.) kanadai magyar író, újságíró.

## Életrajza
Hajdúböszörményben érettségizett 1953-ban, majd az ELTE összehasonlító irodalom-újságírás karon folytatta tanulmányait, amíg az 1956-os forradalom miatt az félbe nem szakadt. 1957-ben elhagyva Magyarországot, Kanada Hamilton városában (Ontario) folytatta tanulmányait a McMaster egyetemen. 1961-ben szerzett diplomát történelem-filozófia szakon, majd ezt megtoldva könyvtár szakkal is, 1962-ben Torontóban letette újabb sikeres vizsgáit. Alberta és Közép-Kanada könyvtárfejlesztésében, automatizálásában komoly szerepet vállalt, ezekért többféle állami kitüntetésben részesült.
30 éves szolgálat után nyugdíjban, egy Brit Columbia-i szigeten (Victoria) folytatta munkásságát mint író, újságíró és szerkesztő. Több könyvet írt, és 2012. június 4-én Budapestre utazhatott legújabb könyvének hazai földön való (Magyar Kanadai Konzulátus) bemutatására. Önéletrajzi novellájának címe: Így éltünk.

## Művei
- Celebration, 1910-1985: An annotated bibliography of Agriculture Canada. Libraries Division, 1985
- Kanadábol szeretettel: Válogatott írások, 1975-1985. Kanadai Magyar Írók, 1989
- Ethnic and Native Canadian Literature. University of Toronto Press,1990
- Canadian Studies on Hungarians, 1886-1986: An Annotated Bibliography of Primary and Secondary Sources. Canadian Plains Research Center, 1997
- Túl a hídon. Pomáz: Kráter Műhely Egyesület, 2011
- Magyar tavasz Kanadában. Kráter Műhely Egyesület, 2011
- From kerosene lamps to space travels. An autobiography; Kráter, Pomáz, 2012
- Magyar irodalom Kanadában, 1900–2010; Kráter, Pomáz, 2012
- Két haza szolgálatában. Életem, munkásságom. Válogatott írások; Kráter, Pomáz, 2013
- Megyek fáklyát gyújtani. Életregény; Püski, Bp., 2016
- John Miska: Hungarian Canadians. A selection of writings with fond memories; Püski, Bp., 2017
- Verőfény az esőben; Püski, Bp., 2018
- Miska János levelesládája I-II. A kanadai magyar irodalom tárháza, 1956–2020; szerk. Koltay Gábor, szöveggond. Koltay-Palotás Krisztina; Püski, Bp., 2022